# Роджерсон, Кларк Томас
Кларк Томас Роджерсон (англ. Clark Thomas Rogerson; 1918—2001) — американский миколог.

## Биография
Кларк Томас Роджерсон родился 2 октября 1918 года в городе Огден штата Юта. В 1936 году поступил в Уиберский юношеский колледж (ныне Уиберский университет). Через два года перешёл в Университет штата Юта. С 1946 по 1950 Роджерсон был ассистентом профессора Гарри Фицпатрика в Корнеллском университете. В 1950 году Роджерсон получил степень доктора философии за таксономическую монографию рода Гипомицес. В том же году он стал адъюнкт-профессором Университета штата Канзас. В 1958 году Роджерсон перешёл в Иллинойсский университет. На протяжении 30 лет Роджерсон был одним из редактором журнала Mycologia. Кларк Роджерсон скончался 7 сентября 2001 года.

## Роды и виды растений и грибов, названные в честь К. Т. Роджерсона
- Rogersonanthus Maguire & B.M.Boom, 1989
- Rogersonia Samuels & Lodge, 1996
- Clonostachys rogersoniana Schroers, 2001
- Golovinomyces rogersonii U.Braun, 2006
- Hypocrea rogersonii Samuels, 2006
- Pseudocercospora rogersoniana U.Braun & Crous, 1996
- Trichoderma rogersonii Samuels, 2006
- Zelleromyces rogersonii Fogel & States, 2001